# Niemcy (naród)
Niemcy – naród zachodniogermański, pochodzenia germańskiego, słowiańskiego, celtyckiego i bałtyckiego, zamieszkujący przede wszystkim Republikę Federalną Niemiec, posługujący się językiem niemieckim z grupy języków germańskich. Pod względem wyznaniowym Niemcy podzieleni są na katolików (płd. i zach. Niemcy) i protestantów (płn. i wsch. Niemcy). Pochodzenie Niemców jest niejednorodne - obejmuje zarówno osoby pochodzenia rdzennie niemieckiego (zachód) jak i osoby pochodzenia polskiego, połabskiego i staropruskiego (wschód).

## Populacja i regiony zamieszkania
Populacja jest trudna do oszacowania, gdyż zawiera w sobie nie tylko Niemców deklarujących nadal tę narodowość, ale także ich potomków rozsianych na kilku kontynentach. Mieści się ona w przedziale pomiędzy 80 a 170 milionów osób.
Niemcy tworzą silną grupę mniejszościową w kilku krajach w środkowej i wschodniej Europie, głównie Polsce (Polska), Węgrzech, Rumunii, Rosji, jak również w Namibii (1% populacji całego kraju, zobacz: Niemiecka Afryka Południowo-Zachodnia), Brazylii (Brazylijczycy pochodzenia niemieckiego), Peru, Argentynie i Chile.
Do 1990 roku, około dwóch milionów Niemców mieszkało na terenach byłego Związku Radzieckiego, szczególnie w Rosji i w Kazachstanie (→ Niemiecka Nadwołżańska ASRR).
W Stanach Zjednoczonych, według spisu z roku 1990, 57 milionów ludzi było Niemcami bądź ich potomkami, tworząc największą grupę etniczną w tym kraju.
Znaczna liczba potomków Niemców żyje również w Kanadzie (ok. 9% populacji) i Australii (ok. 4% populacji).

## Historia

### Starożytność
Początki podzielonych Niemiec sięgają jeszcze starożytności; od germańskich terenów zachodnich i Galii zajętych przez Rzymian do Wolnej Germanii na wschodzie (zwyczajową granicę, zwłaszcza od bitwy w Lesie Teutoburskim stanowiła rzeka Ren). Pierwsze ludy zachodniogermańskie istniały już w okresie X w. p.n.e. Sąsiadowały one z ludami wschodniogermańskimi na wschodzie i celtyckimi na zachodzie.
Niemiecka tożsamość etniczna pojawiła się w okresie średniowiecza, pod wpływem zjednoczenia Państwa wschodniofrankijskiego w IX wieku.

### Czasy hanzeatyckie i asymilacja
Po chrystianizacji, hierarchia Kościoła rzymskokatolickiego poparła niemiecką ekspansję na tereny zamieszkane przez część Słowian Zachodnich, co w ciągu setek lat spowodowało przejście Połabian i Karantian na język niemiecki. Na język niemiecki przeszli z czasem też mieszkańcy zachodniej Polski – Dolnego Śląska, Pomorza Zachodniego czy ziemi lubuskiej, a także ludność Prus. Wydarzenia te znacznie zwiększyły liczba osób deklarujących się jako "Niemcy", jednocześnie zmniejszając ich jednorodność pod względem korzeni, przez co naród stał się populacją o mieszanym, germańsko-słowiańsko-pruskim pochodzeniu.
Równocześnie postęp w budowie okrętów przyczynił się do rozwoju handlu prowadzonego przez Hanzę w Europie Środkowo-Wschodniej i na Bałtyku. Małe osady, położone wzdłuż hanzeatyckich szlaków handlowych, stały się wielkimi centrami niemieckiego handlu, w których zamieszkiwały stosunkowo bogate społeczeństwa. Niemcy dzięki Hanzie kolonizowali również obszary znacznie wysunięte na północ, jak norweskie Bergen, Sztokholm i Wyborg (obecnie w Rosji). Należy zauważyć, że Hanza nie była wyłącznie niemiecka, ponieważ wiele miast, które dołączyły do ligi było z obszaru Świętego Cesarstwa Rzymskiego.

### Nowożytność
Od zawarcia pokoju westfalskiego (1648) Niemcy byli „jednym narodem w wielu krajach”. Sąsiednie władze długo starały się skłócać księstwa niemieckie, aby nie dopuścić do jednoczenia się tych terenów, gdyż mogłoby to stanowić zagrożenie. W XIX wieku, po wojnach napoleońskich, tak Cesarstwo Austrii, jak i Królestwo Prus próbowały zdominować i zjednoczyć pod swym panowaniem niemieckie posiadłości.
W 1870 Królestwo Prus przekonało nawet Bawarię do utworzenia Imperium Niemieckiego, skutecznie przeciwstawiając się wieloetnicznemu państwu austriackiemu.

### Zjednoczeni Niemcy
Pierwsze zjednoczenie Niemiec w 1871 roku, w którego efekcie powstało Cesarstwo Niemieckie, było wielkim zaskoczeniem dla pozostającej w konflikcie z Prusami Austrii, która przez dziesiątki lat starała się nie dopuścić do tego wydarzenia.
Po zjednoczeniu większości księstw, niemieckie dążenia skoncentrowały się na włączeniu Austrii do Wielkiej Rzeszy. Dążenia te nasiliły się szczególnie po rozpadzie Imperium Austro-Węgierskiego.
W tym czasie powstał volkizm, ruch, który m.in. próbował podkreślać – a czasem również przeakcentować – kulturalną więź między Niemcami. Koniec XIX wieku dał Niemcom wrażenie kulturalnego zwierzchnictwa pod wpływem światowego szacunku i podziwu niemieckiej nauki, a także wojskowych, jak i politycznych sukcesów Bismarcka (zobacz: Kulturkampf).
Już po świetności okresu Żelaznego Kanclerza, naziści usiłowali połączyć „wszystkich Niemców” w jednym państwie, przy czym jako "Niemca" rozumiano osobę posługującą się językiem niemieckim jako językiem podstawowym. Było to przyjmowane z aplauzem przez te osoby niemieckojęzyczne zamieszkujących tereny Czechosłowacji (zobacz: Kraj Sudetów), Austrii, Polski, Wolnego Miasta Gdańska oraz zachodnią Litwę (zobacz: Okręg Kłajpedy). Praktyki te budziły jednak sprzeciw w Szwajcarii czy też w Holandii, gdzie obywatele byli zadowoleni ze swych samodzielnych państw.
Ponowne podzielenie narodu niemieckiego miało miejsce po II wojnie światowej (zobacz m.in.: żelazna kurtyna, NRD, Trizonia), jednak z racji tego, że trwało ono stosunkowo krótko (1945/49–1990, zobacz: zjednoczenie Niemiec) i było na podłożu głównie ideologicznym, nie miało żadnych następstw etnograficznych (zaistniał jednak pewien podział kulturowy na Wessi i Ossi).

## Regionalne grupy etniczne
Naród niemiecki wywodzi się głównie z takich niemieckich plemion jak Frankowie, Sasi, Szwabowie i Bawarowie. Ich tradycje i dialekty kultywowane są przez regionalne grupy etniczne. Grupom tym przypisywane są też różnorodne charakterystyczne cechy, i tak Meklemburczycy mają być zamknięci w sobie, Szwabowie – oszczędni, Nadreńczycy – radośni, a Sasi – pracowici i przebiegli. Podkreślane są też trudności w porozumieniu się przedstawicieli różnych regionów w przypadku posługiwania się swoimi dialektami, np. pomiędzy Meklemburczykiem a Bawarczykiem.

## Imigranci i mniejszości
W niedawnych latach, niemieckojęzyczne kraje Europy zostały skonfrontowane ze zmianami etnicznymi z powodu czasów szybkiego przemieszczania się ludności i masowej imigracji zarobkowej. Zmiany te doprowadzały często do ożywionych debat, kto powinien być uznawany za Niemca, a kto nie. Imigranci stanowią obecnie w Niemczech więcej niż 23% populacji. Są to głównie potomkowie pracowników (gastarbeiterów) przybyłych w latach 60. i 70. XX wieku. Z największych grup można wyróżnić Turków, Włochów, Greków i przedstawicieli narodów byłej Jugosławii.
Ponadto znaczna część obywateli Niemiec (blisko 5%), to niemieccy przesiedleńcy, którzy w różnym stopniu zachowali tożsamość kulturową i językową z krajów urodzenia.
Najwięcej przesiedleńców pochodzi z terenów byłego Związku Radzieckiego, tworzą oni drugą pod względem liczebności populację o tle migracyjnym w Niemczech.
Kontrowersje budziła repatriacja Niemców nadwołżańskich, którzy osiedlali się w Rosji w XVIII wieku i ani oni, ani ich przodkowie (kilka pokoleń wstecz) nie byli kiedykolwiek w Niemczech. Dla kontrastu należy zauważyć, że osoby o niemieckich korzeniach np. z USA, Kanady lub Brazylii nie miały automatycznego prawa powrotu i musiały udowodnić w podobnych przypadkach swoją kwalifikację do nabycia niemieckiego obywatelstwa zgodnie z klauzulami dotyczącymi niemieckiego prawa.
W przeciwieństwie do stosunkowo niedawno przybyłych niemieckich przesiedleńców, potomkowie imigrantów, którzy urodzili się już i wychowali w Niemczech, zachowują nadal status obcokrajowców, ze względu na ograniczenia co do dopuszczalności posiadania podwójnego obywatelstwa, mimo pewnej liberalizacji w ostatnich latach przepisów dotyczących nadawania takim osobom obywatelstwa, często nie mając prawnej możliwości nabycia obywatelstwa niemieckiego, np. bez zrzeczenia się dotychczasowego obywatelstwa kraju pochodzenia.
W Niemczech nie jest w żaden sposób ewidencjonowane równoległe posiadanie innych oprócz niemieckiego obywatelstw, ani też informacji dotyczących pochodzenia narodowego lub etnicznego, co prowadzi do zaburzenia statystyk demograficznych, które jedynie na podstawie ewidencjonowanego niemieckiego obywatelstwa pokazują, iż państwo to jest jednym z najbardziej monoetnicznych państw Europy, zaś w rzeczywistości sytuacja wygląda dużo bardziej zróżnicowanie. W dodatku, z racji tego że Niemcy posiadają ujemny przyrost naturalny, a wciąż obserwuje się tendencje do jego spadku, nie prognozuje się, by obecna sytuacja się zmieniła.
Poza imigrantami i przesiedleńcami istnieją również historyczne mniejszości etniczne jak Duńczycy czy Fryzowie (szczególnie w regionie Szlezwik-Holsztyn), bądź też zamieszkujący wschodnie Niemcy słowiańscy Serbołużyczanie.